# Jantar Mantar (Delhi)

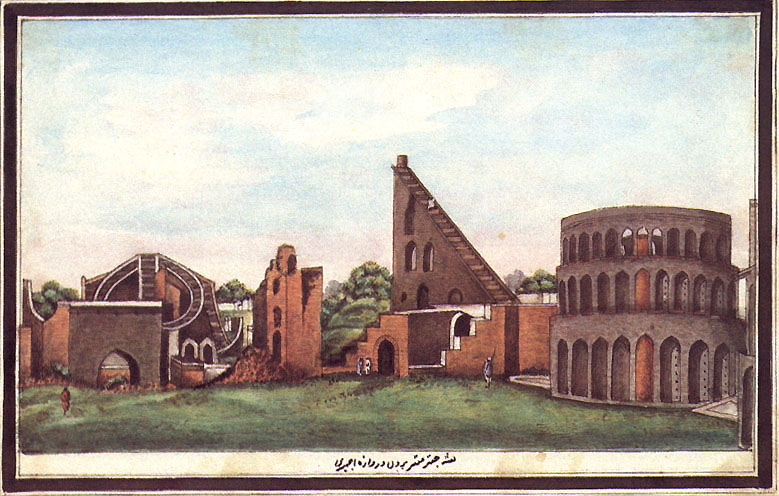
Darstellung des Jantar Mantar, 1840

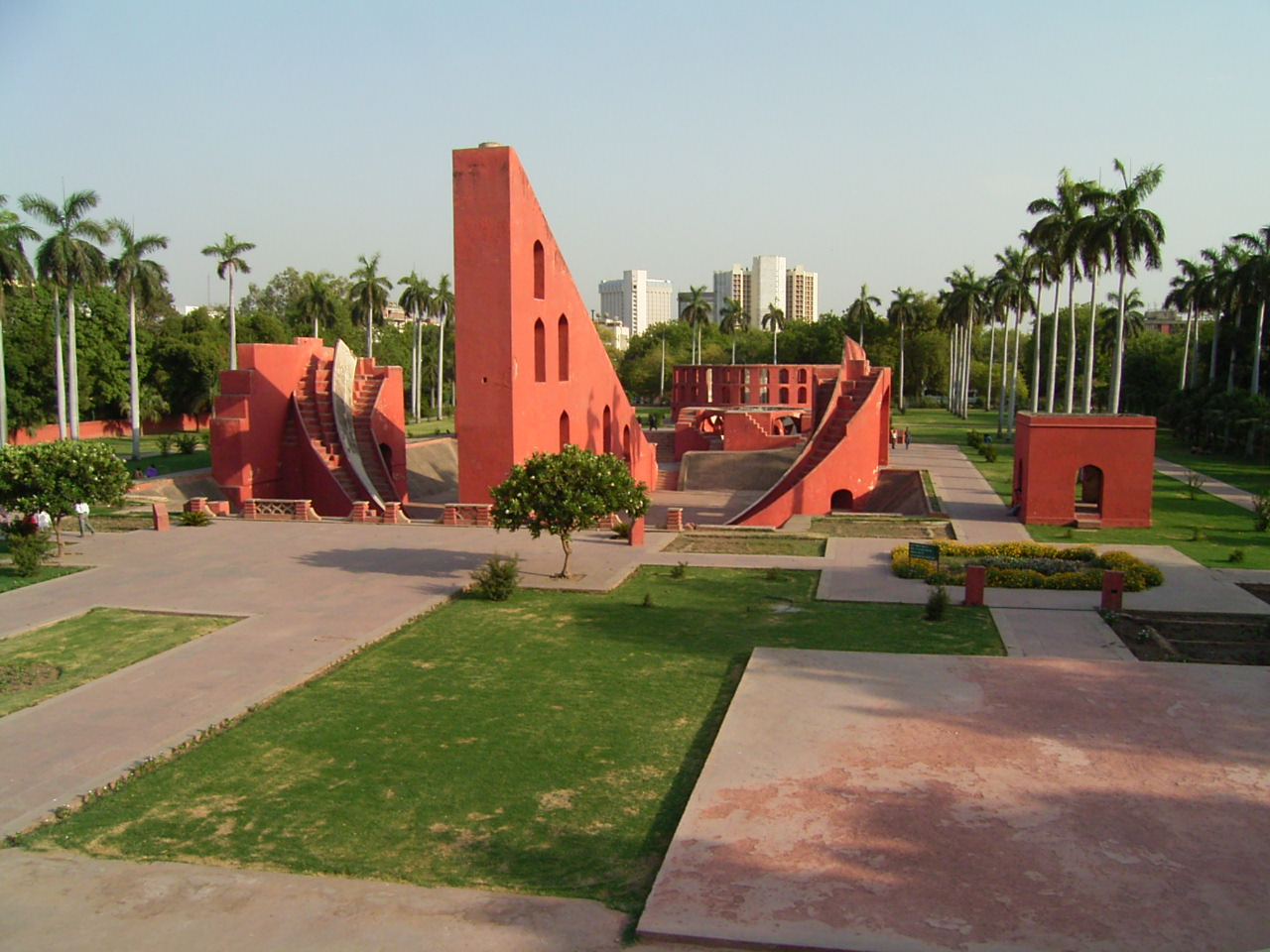
Jantar Mantar, Neu-Delhi

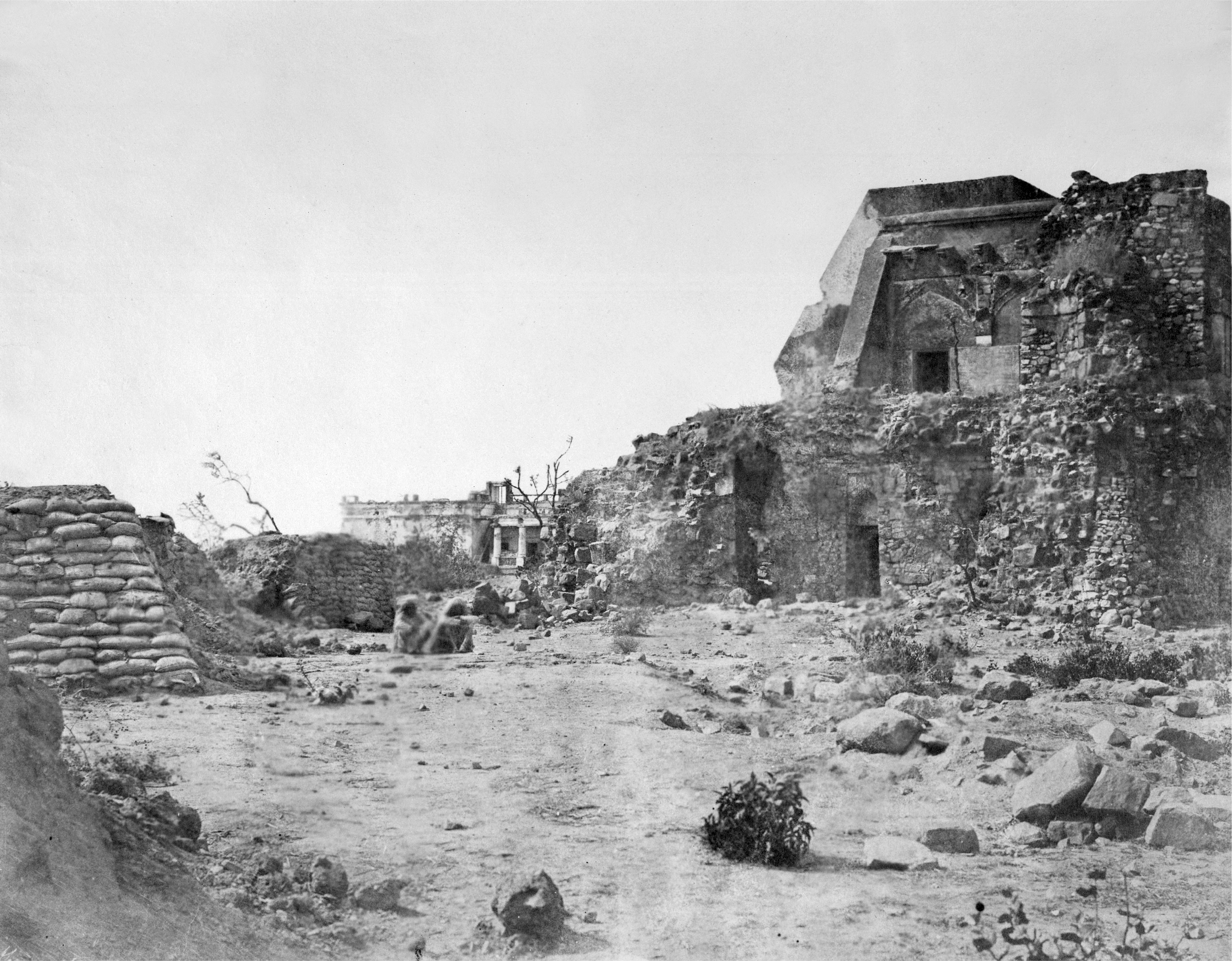
Das Jantar Mantar von Neu-Delhi 1858, nach der Beschädigung durch die indische Rebellion von 1857

Das Jantar Mantar (Hindi: जंतर मंतर) ist ein historisches Bauwerk in Neu-Delhi bzw. der indischen Metropole Delhi, an der Parliament Street gelegen, das aus mehreren Strukturen besteht, die zu astronomischen Zwecken benutzt wurden. Es war das erste von fünf Jantar Mantars, die der Maharaja Jai Singh II. von Jaipur ab 1723 errichten ließ. Früher wurde 1710 fälschlicherweise als Jahr der Fertigstellung des Jantar Mantars von Delhi angenommen; heute gilt allgemein 1724 als Jahr der Einweihung.
Zweck der Strukturen war es, astronomische Tabellen zusammenzustellen, um die Bewegungen und die Erscheinungszeiten von Sonne, Mond und Planeten vorhersagen und so verlässliche Kalender anlegen zu können.

## Geschichte
Legenden zufolge geht die Konstruktion des Jantar Mantar von Delhi auf einen Streit zwischen hinduistischen und muslimischen Astrologen zurück, die 1719 die günstigste Zeit für eine Reise des Herrschers Muhammad Shah kalkulieren sollten. Jai Shing, der den Streit verfolgt, schloss, dass die Unstimmigkeiten auf nicht korrekten Tabellen zu Position und Bewegung der Sterne beruhten. Entsprechend bemühte er sich um die Erlaubnis von Muhammad Shah, diese Tabellen zu korrigieren. Die politischen Gründe hierfür fallen in den Bereich der Astrologie; im damaligen Indien war der Glaube, dass der Wille der Götter oder Gottes sich aus den Sternen ablesen lässt, und dass man Unterfangen durch die Wahl des richtigen Zeitpunkts gemäß der Sterne beeinflussen konnte, noch weit verbreitet. Die zur Bestimmung von Position und Bewegung der Himmelskörper verwendeten Methoden gehören dagegen in das Reich der Astronomie.
Zuerst versuchte Jai Singh die Tabellen unter Einsatz kleinerer traditioneller Instrumente zu korrigieren, wobei er aber schnell bemerkte, dass deren Genauigkeit für seine Zwecke nicht ausreichte; zudem soll er die Absicht verfolgt haben, die bei traditionellen, kleinen Instrumenten wie den Astrolabien nach längerem Gebrauch auftretenden Abnutzungserscheinungen zu vermeiden. Er studierte daraufhin Ulug Begs Observatorium in Samarkand. Obwohl das Jantar Mantar von Delhi in Indien schon direkt nach der Fertigstellung 1724 als geniale Einzelleistung des Jai Shing gefeiert wurde, erinnern einige der Instrumente stark an die in Samarkand erstellten (Rama Yantra, Samar Yantra), waren aber größer. Zudem bat Jai Shing auch einige Jesuitenpriester um Auskunft zum Stand der Astronomie in Europa. Eine große Frage ist, warum Shing zur Ausführung seiner Aufgabe keine Fernrohre heranzog. Einige Stimmen behaupten, dass die Jesuitenpriester die durch die Möglichkeiten der damaligen Teleskop aufgeworfenen Fragen zur Stellung der Planeten und der Erdbewegung, die theologisch stark aufgeladen waren, vermeiden wollten und diese modernen Entwicklungen eventuell einfach verschwiegen. Andere argumentieren, dass Singh erst nach Kundgebung seiner Idee eines gigantischen Observatoriums von den Möglichkeiten der Teleskope erfahren hatte und nun nicht zugeben wollte, dass kleinere Instrumente genauere Ergebnisse liefern konnten.
Als Jai Singh schließlich seine Ergebnisse präsentierte, nutze er sowohl afghanische als auch europäische Quellen sowie einige eigene Messungen, von denen einige auch mit kleineren Instrumenten, andere mit den großen Instrumenten des Jantar Mantar erfolgten. Tatsächlich wurde das Jantar Mantar von Delhi nur wenige Jahre aktiv genutzt. Die auf das Jantar Mantar von Delhi folgenden Jantar Mantas, von denen das in Jai Singhs neu erstellter Hauptstadt Jaipur das größte ist, fügten den astronomischen Beobachtungen nichts grundlegend Neues hinzu und dienten wahrscheinlich der Überprüfung der erhaltenen Werte an anderen Orten und astrologisch-soziokulturellen Zwecken.#
Das Jantar Mantar von Delhi wurde bei der Indischen Rebellion von 1857 stark beschädigt, später jedoch wieder restauriert. Heute ist der Ort ein eintrittspflichtiger Park und auch eine Touristenattraktion.
In den 1990ern wurde die Gegend um das Jantar Mantar von Neu-Delhi häufig für Demonstrationen und zivile Proteste genutzt; die Regierung versuchte dies mit Hinweis auf die historische Natur des Ortes zu unterbinden.

## Zweck einzelner Strukturen
- Das Samrat Yantra (etwa: Meisterinstrument) ist eine Art Sonnenuhr. Die Hypotenuse der dreieckigen Struktur ist zur Erdachse parallel; auf den beiden Seiten des Dreiecks finden sich Markierungen für Stunden, Minuten und Sekunden. Aufgrund der Dimensionen dieser Sonnenuhr konnten hier recht genaue Messungen vorgenommen werden.
- Das Jay Prakash Yantra (auch Jayaprakash Yantra oder Jai Prakash) besteht aus hohlen Halbkugeln mit Markierungen auf den konkaven Oberflächen, die den Stellungen der Sterne zugeordnet werden konnten. Bestimmt wurde beispielsweise die Sonnenhöhe. Es handelt sich um eine bedeutende Weiterentwicklung des antiken Skaphe.
- Das Misra Yantra diente zur Bestimmung des längsten und kürzesten Tags des Jahres; zudem konnte der Mittag in verschiedenen anderen Städten bestimmt werden.
- Das Rama Yantra diente zur Bestimmung der Position von Sonne und Sternen.

## Bilder

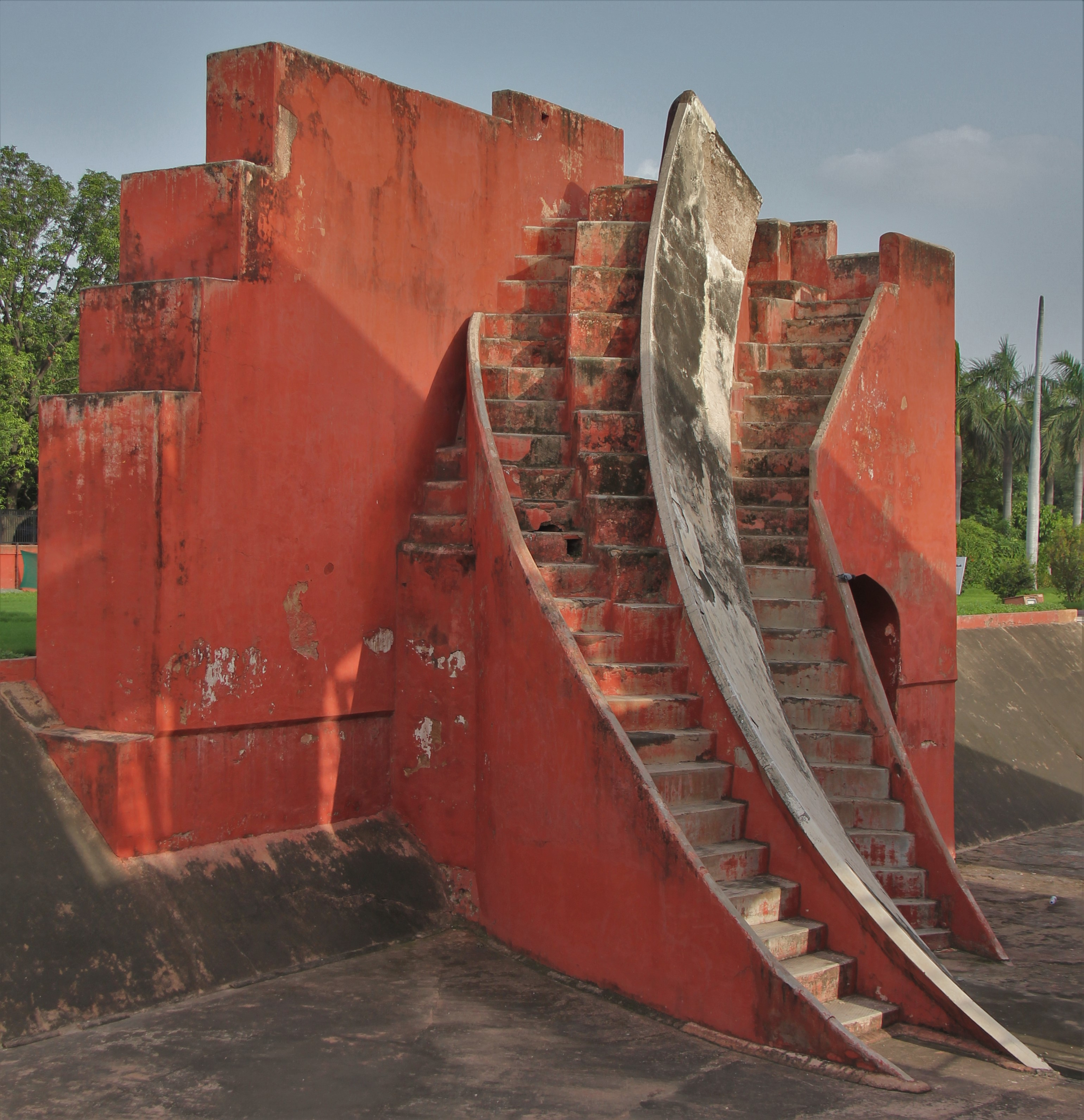
Westturm des Samrat Yantra
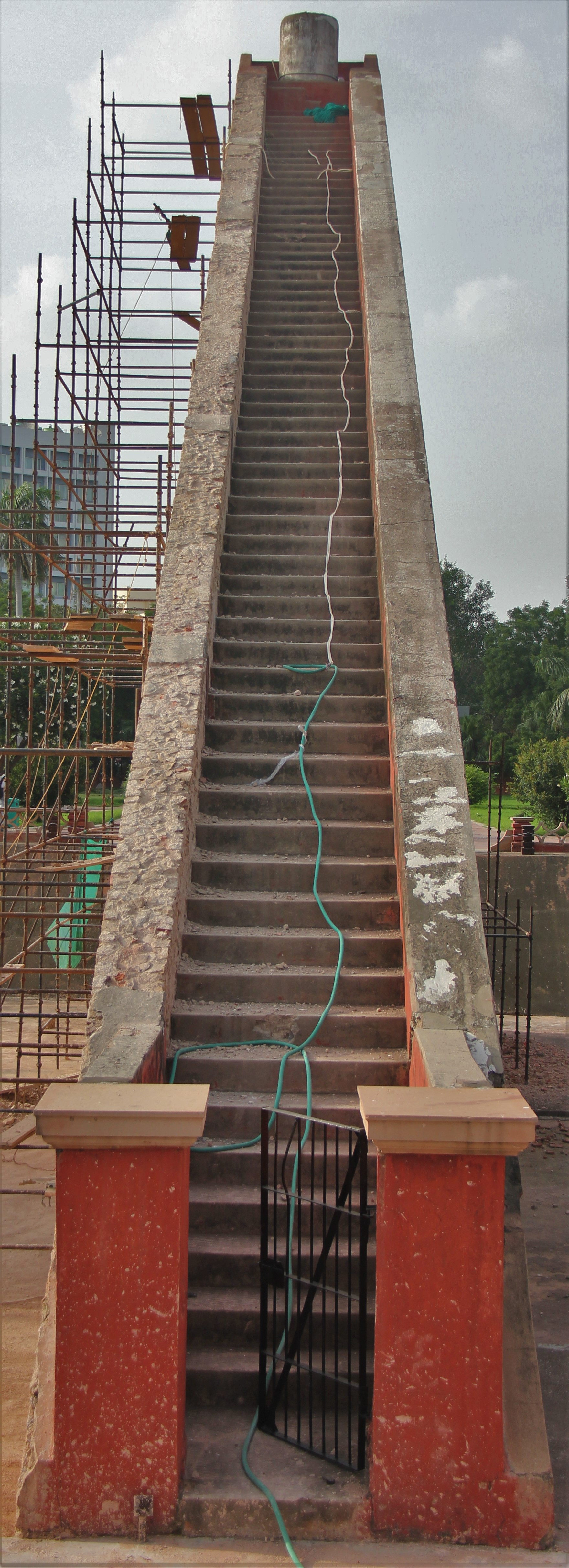
Zentraler Turm des Samrat Yantra
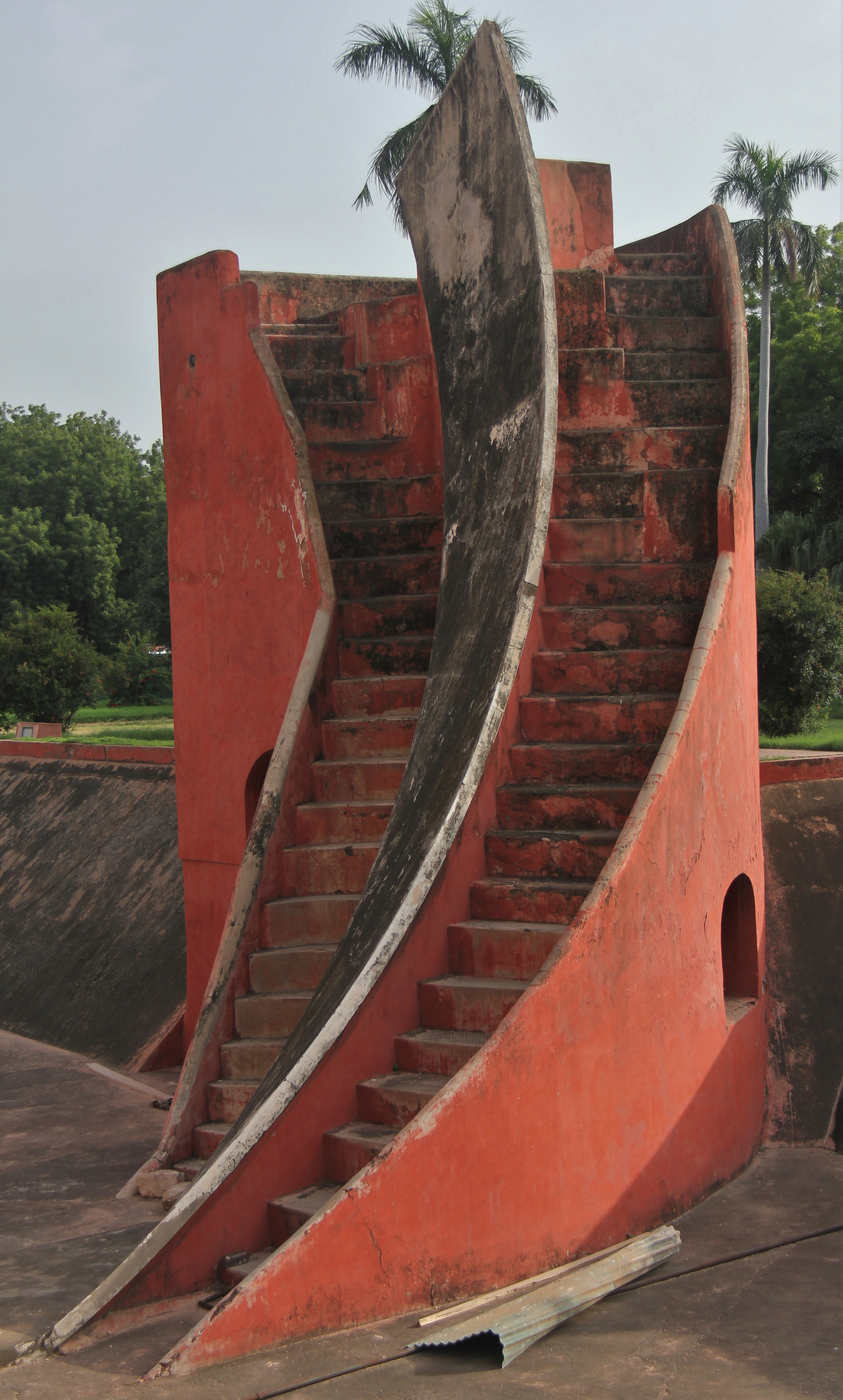
Ostturm des Samrat Yantra
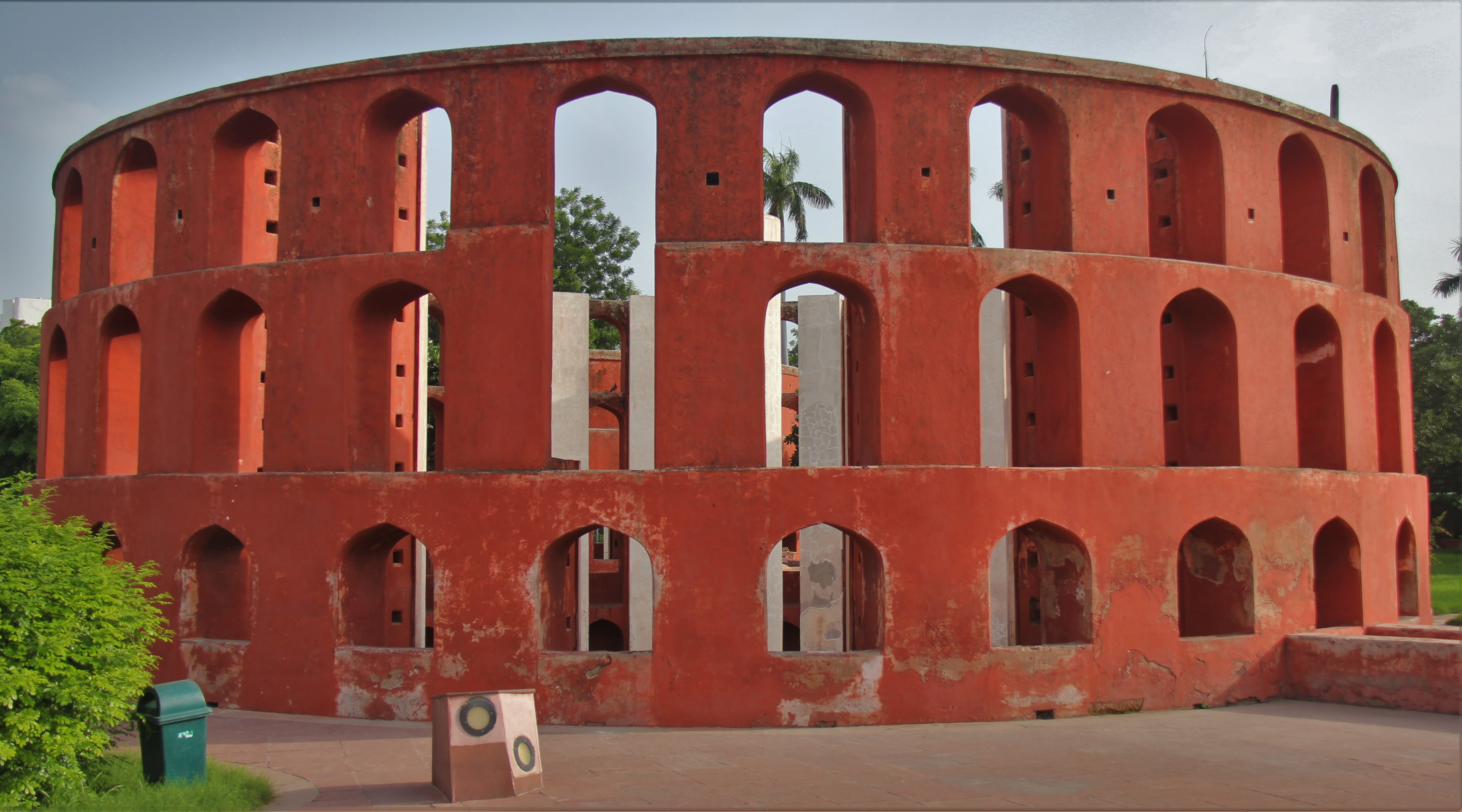
Rama Yantra
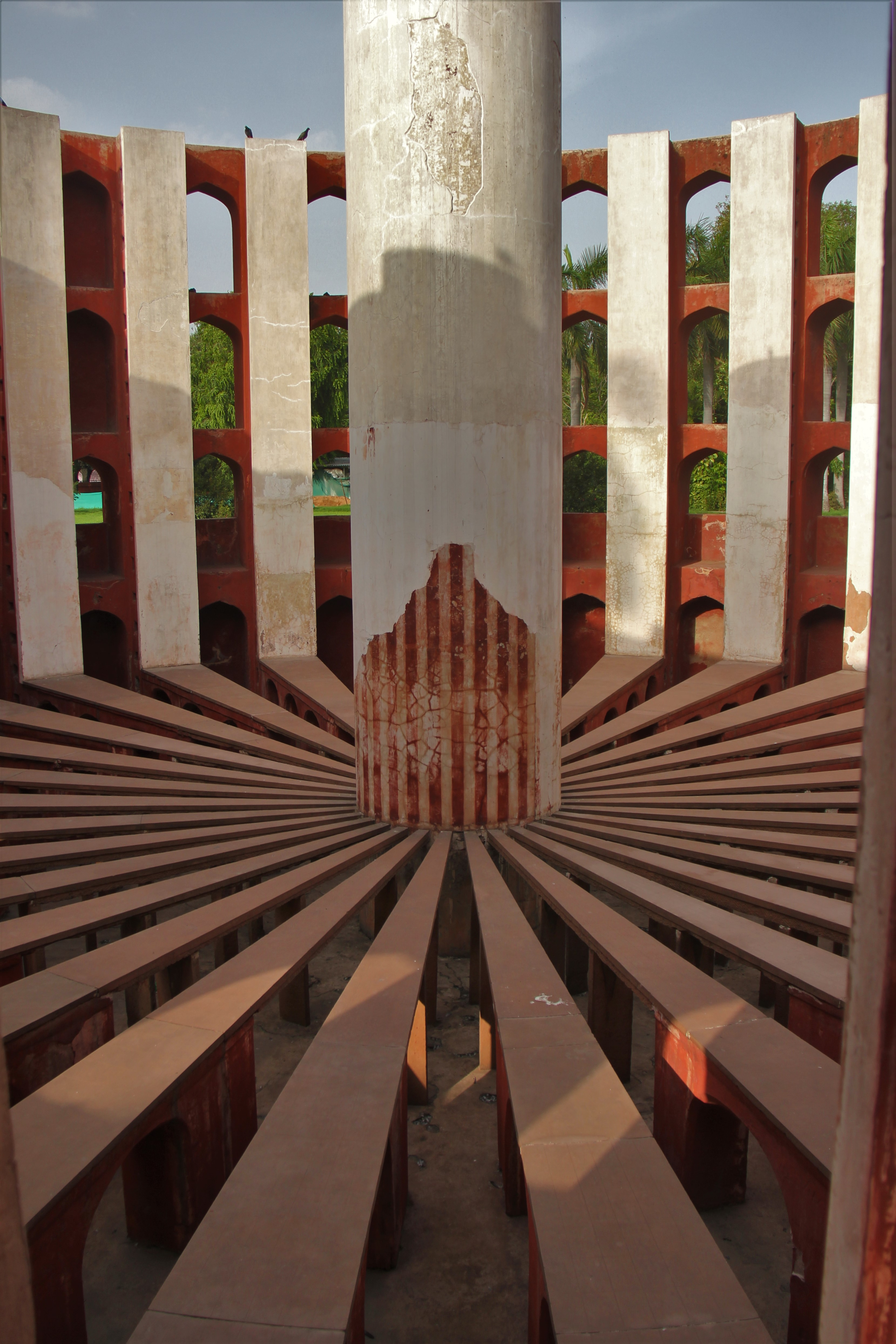
Das Innere des Rama Yantra
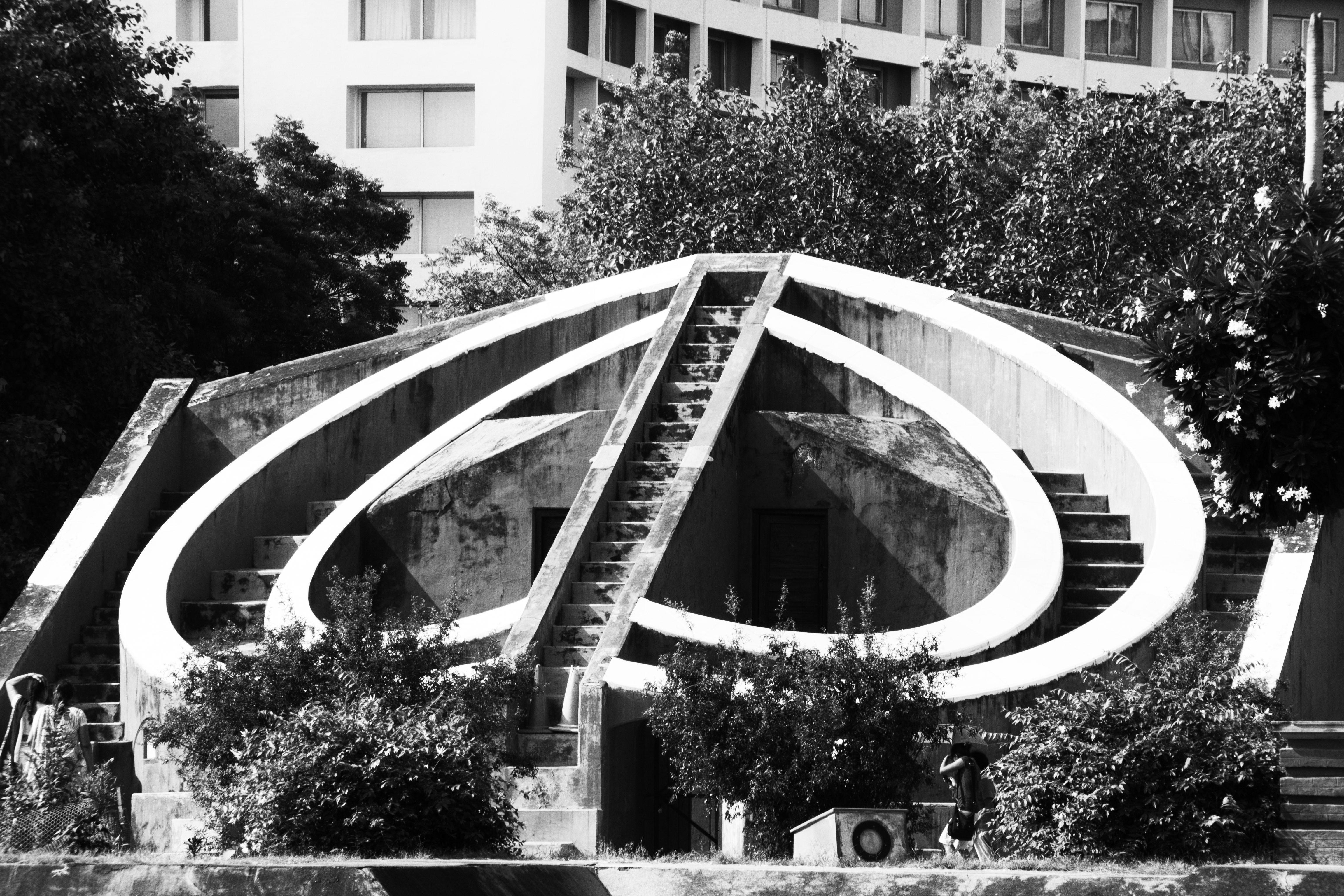
Jantar Mantar 2013